# 向阳街道 (七台河市)
向阳街道，是中华人民共和国黑龙江省七台河市茄子河区下辖的一个乡镇级行政单位。

## 行政区划
向阳街道下辖以下地区：
龙阳社区、朝阳社区、向阳社区和正阳社区。